# Robert Westall
Robert Atkinson Westall (* 7. Oktober 1929 in Tynemouth, Northumberland; † 15. April 1993 in Lymm, England) war ein britischer Schriftsteller und Jugendbuchautor.
Robert Westall wuchs während des Krieges in Nordengland auf, studierte bis zu seinem Abschluss 1953 Kunst und Bildhauerei an der Durham University, diente zwei Jahre in der Britischen Armee und promovierte auf der Slade School der University of London. Er arbeitete danach bis 1985 als Kunstlehrer in Norwich, einige Jahre als Kunsthändler und Journalist, um sich endlich ausschließlich der Schriftstellerei zu widmen. Er veröffentlichte mehr als 30 Jugendbücher und machte sich einen Namen als Verfasser von Geistergeschichten für Erwachsene. Seine Jugendbücher zeugen von dem tiefen Eindruck, den die Kindheit im Krieg hinterlassen hat, und thematisieren immer wieder Krieg und Gewalt und ihre Folgen für die jugendlichen Protagonisten. Er schrieb auch SF und in weitestem Sinne Phantastik; Westall pflegte sich nicht an die starren Genregrenzen zu halten und beispielsweise phantastische Elemente immer dann zu benutzen, wenn es sich für den Fortgang der Handlung anbot; insofern ist er kein Fantasy-Autor. Die Zeitreise in The Devil on the Road etwa wird mit keinem Wort erklärt. 
Der Roman The Machine Gunners war sein erstes Kinderbuch, das mit der Carnegie Medal ausgezeichnet wurde (1975) und bildete 1983 die Vorlage für eine gleichnamige TV-Serie der BBC. Unter seinen Büchern findet sich mit dem Science-Fiction-Roman Futuretrack Five (1983) auch eine düstere Dystopie. Westalls Erzählung "Blackham's Wimpy" aus seinem Erzählungsband Break of Dark bildete die Vorlage für den japanischen Animationsfilm A Trip to Tynemouth von Hayao Miyazaki (2006).

## Werke

### Hauntings
- 1 Ghost Abbey, Hippo / Scholastic UK 1988, ISBN 0-590-70967-4
- 8 Old Man on a Horse, Blackie 1989, ISBN 0-216-92760-9

### Einzelromane
- The Machine Gunners, Macmillan 1975, ISBN 0333186443
  - Der Feind, Aarau 1987, Übersetzerin Cornelia Krutz-Arnold, ISBN 3-7941-2931-8
- The Wind Eye, Macmillan 1976; Neuveröffentlicht von Pan Piper 1992, ISBN 0-330-32234-6
  - Windauge, Aarau 1990, Übersetzerin Gabriele Haefs, ISBN 3-7941-3240-8
- The Watch House, Macmillan UK 1977; Neuveröffentlicht von Puffin 1988, ISBN 0-14-032765-7
  - Das Wachthaus, Aarau 1992, Übersetzerin Cornelia Krutz-Arnold, ISBN 3-7941-3489-3
- The Devil on the Road, Macmillan UK 1978, ISBN 0-333-25352-3
  - Spiel mit dem Zufall, Maier 1985, Übersetzerin Cornelia Krutz-Arnold, ISBN 3-473-35078-8
- Fathom Five, Macmillan 1979, ISBN 0333273850
  - Fünf Faden tief, Alibaba 1994, Übersetzerin Käthe Fleckenstein, ISBN 3-86042-172-7
- The Scarecrows, Greenwillow Books / William Morrow 1981, ISBN 0-688-00612-4
  - Die Vogelscheuchen, Maier 1984, Übersetzerin Cornelia Krutz-Arnold, ISBN 3-473-35074-5
- Futuretrack 5, Kestrel Books / Penguin (UK), ISBN 0-7226-5880-X
  - Ein Leben mit Laura, Aarau 1989, Übersetzerin Cornelia Krutz-Arnold, ISBN 3-7941-3175-4
- The Cats of Seroster, Macmillan Children's Books 1984, ISBN 0-333-37549-1
- Urn Burial, Viking Kestrel 1987, ISBN 0-670-81537-3
  - Thelocs letztes Geschenk, Aarau 1988, Übersetzerin Cornelia Krutz-Arnold, ISBN 3-7941-3053-7
- Blitzcat, Scholastic 1989, ISBN 0590427717
- The Promise, Macmillan Children's Books 1990, ISBN 0-333-52222-2
  - Das Versprechen, Aarau 1991, Übersetzerin Gabriele Haefs, ISBN 3-7941-3416-8
- The Kingdom by the Sea, Methuen young books 1990, ISBN 0-416-15662-2
  - Das Versteck unter den Klippen, Nagel und Kimche 1993, Übersetzer Fred Schmitz, ISBN 3-312-00764-X
- Yaxley's Cat, Macmillan Children's Books 1991, ISBN 0-333-55075-7
  - Yaxleys Katze, Alibaba 1993, Übersetzerin Cornelia Krutz-Arnold, ISBN 3-86042-142-5
- Gulf, Scholastic 1992, ISBN 0590222198
- The Wheatstone Pond, Viking UK 1993, ISBN 0-670-84898-0
- A Place to Hide, Scholastic 1994, ISBN 0-590-47748-X
- Lucies Flucht, Alibaba 1995, Übersetzerin Käthe Fleckenstein, ISBN 3-86042-196-4 (Original nicht zuzuordnen)

### Sammlungen
- Break of Dark, Greenwillow Books / William Morrow 1982, ISBN 0-688-00875-5
- The Haunting of Chas McGill and Other Stories, Greenwillow Books / William Morrow 1983, ISBN 0-688-02393-2
- Rachel and the Angel and Other Stories, Macmillan Children's Books 1986, ISBN 0-333-42903-6
- Ghosts and Journeys, Macmillan Children's Books 1988, ISBN 0-333-46266-1
- Antique Dust, Viking UK 1989, ISBN 0-670-81201-3
- The Call and Other Stories, Viking 1990, ISBN 0-670-82484-4
  - Die Uhr vom roten Haus und andere Geschichten, Aarau 1993, Übersetzerin Ulla Neckenauer, ISBN 3-7941-3612-8
- The Stones of Muncaster Cathedral, Viking UK 1991, ISBN 0-670-84093-9
- The Fearful Lovers, Macmillan Children's Books 1992, ISBN 0-333-56362-X
- In Camera and Other Stories, Scholastic 1992, ISBN 0-590-45920-1
- Demons and Shadows: The Ghostly Best of Robert Westall, Farrar, Straus and Giroux 1993, ISBN 0-374-31768-2
- Shades of Darkness: More of the Ghostly Best Stories of Robert Westall, Farrar, Straus and Giroux 1994, ISBN 0-374-36758-2
- Christmas Spirit: Two Stories, Farrar, Straus and Giroux 1994, ISBN 0-374-31260-5
- Shadows of War, Valancourt Books 2019, ISBN 978-1-948405-36-2 (postum erschienen)